# 肯·华莱士
肯·华莱士，OAM，OLY（1983年7月26日—），澳大利亚男子皮划艇运动员。他曾代表澳大利亚参加2008年、2012年和2016年夏季奥林匹克运动会皮划艇比赛，获得一枚金牌和二枚铜牌。